# 松上駅
松上駅（ソンサンえき）は朝鮮民主主義人民共和国咸鏡北道金策市に位置する朝鮮民主主義人民共和国鉄道省平羅線の駅である。

## 歴史
- 1939年8月16日：鶴中駅として開業[1]。
- 日時不明：松上駅に改称。